# Aryan Circle Germany
Als Aryan Circle Germany (ACG; „Arischer Zirkel Deutschland“) bezeichnet sich eine Kameradschaft von deutschen Rechtsextremisten. Der Neonazi Bernd Tödter gründete sie im Juli 2019 in Bad Segeberg. Der Name stammt vom US-amerikanischen rechtsextremen Netzwerk Aryan Circle; die deutsche Gruppe ist jedoch kein Ableger davon.
Der Verfassungsschutz Schleswig-Holstein führt die Gruppe in den Verfassungsschutzberichten von 2019, 2020 und 2021 als neue rechtsextreme Organisation mit rund 25 Mitgliedern auf und zählt sie zu den größeren Neonazigruppen dieses Bundeslandes.

## Entstehung
Bernd Tödter (* 1974), ein seit 1990 aktiver, extrem gewalttätiger und mehrfach vorbestrafter Neonazi, gründete in den 1990er Jahren die „Kameradschaft Nordmark“ in Bad Segeberg mit. 2009 während einer zweijährigen Haftstrafe in der Justizvollzugsanstalt Hünfeld gründete er die rassistische Gefangenenhilfsorganisation Aryan Defense Jail Crew. 2011 und 2012 versuchte er, die Rechtsterroristin Beate Zschäpe für diese Organisation zu gewinnen. Zschäpe saß damals als Mitglied der Terrorgruppe Nationalsozialistischer Untergrund (NSU) in Untersuchungshaft. Tödter behauptete 2015 im NSU-Prozess, in Kontakt zum NSU zu stehen, widerrief dies aber später.
2016 misshandelte Tödter mehrere Personen, die seiner 2015 verbotenen Neonazigruppe Sturm 18 aus Kassel nicht beitreten oder austreten wollten. Dafür erhielt er eine erneute Haftstrafe. Anfang 2017 versuchte er, im Gefängnis gleichgesinnte Rechtsextreme zu sammeln und zu organisieren. Einen Mitgefangenen, der sich seiner Gruppe nicht anschließen wollte, beschuldigte er in einem Brief an die Staatsanwaltschaft, dieser Gefangene habe ihn, Tödter, als Kinderschänder denunziert und so bedroht. In einem weiteren Schreiben vom September 2017 zeigte Tödter den Mitgefangenen wegen Diebstahls, Betrugs, Unterschlagung und Untreue an und veranlasste zwei Mitgefangene, seine Behauptungen zu bestätigen. Diese erwiesen sich in einem weiteren Prozess als Falschaussagen, für die Tödters Haft verlängert wurde. Nach der Haftentlassung zog Tödter wieder in seinen Herkunftsort Bad Segeberg und versuchte ab Juli 2019 von dort aus, die Gruppe Aryan Circle Germany aufzubauen.
Mitte Juli 2019 warb Tödter auf Facebook bei früheren Mitgliedern des „Sturms 18“ um Unterstützung für die neue Kameradschaft. In einer Rundmail schrieb er: „Hallo Kamerad/in, wie du sicherlich mitbekommen haben wirst, wurde der Sturm 18 e.V. am 27.10.2015 vom hessischen Innenminister für verboten erklärt. Das jedoch die dahinter stehenden Personen deshalb nicht gebrochen sind/wurden, ist jedem klar. (…) Wie ein Phönix aus der Asche sind wir auferstanden und treiben unser (Un)wesen jetzt unter der Fahne des international tätigen Aryan Circle.“ Bei Interesse solle man ihm eine SMS oder E-Mail schreiben, dann werde man einer „Kontaktgruppe“ hinzugefügt und später zu „Liederabenden in Kassel“ eingeladen. Dazu gab er seine Mobilnummer und E-Mail-Adresse an. Als Logo der Gruppe wählte er den Wotansknoten und ließ ihn für öffentliche Auftritte auf T-Shirts drucken. In Bad Segeberg fanden sich nach Polizeiangaben rasch etwa 15 Gleichgesinnte, die wegen ihrer T-Shirts im Stadtbild auffielen und Straftaten verübten.
Der englischsprachige Name Aryan Circle verweist auf die gleichnamige rechtsextreme Organisation in den USA, die viele Gewalttaten begangen hat. Dass Tödter aus den USA zum Aufbau eines deutschen Ablegers autorisiert wurde, hält das antifaschistische Rechercheportal EXIF – Recherche & Analyse jedoch für sehr unwahrscheinlich. Exif nimmt an, dass Tödter den bekannten Namen nutzt, um vom etablierten Ruf der US-amerikanischen Gang zu profitieren, ein organisatorisches Potential seiner Gruppe vorzutäuschen, und sein gewaltbereites Image zu schärfen. Dafür spreche auch das stark vom Logo der US-Gruppe abweichende Symbol des Wotanknotens. Exif machte im Oktober 2019 ausführlich auf Tödters Neugründung, seine Methoden, seine Gefährlichkeit und seine Vernetzung in der rechtsextremen Szene aufmerksam.

## Struktur und Mitglieder
Nach Recherchen von Exif erstellte Tödter am 3. August 2019 die geschlossene Facebookgruppe Aryan Circle Germany, die 35 aktive Mitglieder hat. Nach ihren Angaben bestehen neben Bad Segeberg Teilgruppen in Hildesheim,  Dortmund, Kassel und Wuppertal. Die Facebookgruppe administrieren oder moderieren die Neonazis Sascha Reuse (Kassel), Jan Borkowiak (Bönen) und Tobias Finger (Lübeck). Reuse gehörte mit Tödter zum Vorstand von „Sturm 18“ und verübte für Tödter Gewalt gegen Menschen. Tobias Finger war mit Tödter im „Freundeskreis Nationaler Aktivisten“ in Hessen aktiv.
ACG besitzt zudem einen Blog und die Webseiten aryan-circle.de und aryan-circle.com. Tödter richtete Anfang September 2019 das Internetforum für ACG mit einem Postfach in Bad Segeberg als Impressum ein, administriert und bewirbt es. Es ist sehr ähnlich aufgebaut wie das ehemalige Forum für «Sturm 18»-Mitglieder: Der allgemeine Bereich ist gegliedert in die Themen „Kultur & Geschichte“, „Recht & Gesetz“, „Rasse & Religion“, „Straftaten (Ausländer)“ und „Straftaten (von Links)“. Der Bereich „Recht & Gesetz“ bietet Mitgliedern für sie relevante Gesetzestexte zu „Volksverhetzung“, schwerer Körperverletzung und krimineller Vereinigung. Der Bereich „Gefangenenbetreuung“ umfasst die Themen Haftanstalten und Gefangenenlisten. Viele Forenbeiträge sind Zeitungsartikel über Tödter. Einige verherrlichen den Nationalsozialismus und führende Personen des NS-Regimes. Ein „Anti-Antifa“-Bereich bietet öffentlich zugängliche Informationen über linksgerichtete Gruppen mit Namen und Adressen schleswig-holsteinischer Antifaschisten, darunter acht Personen aus Bad Segeberg. Die Daten stammen aus einer 2015 gehackten Kundendatenbank des Onlineshops „Impact-Mailorder“. Sie wurden von Rechtsextremisten weit verbreitet und als „Antifa-Listen“ online veröffentlicht, bestehen aber aus ganz verschiedenen und vielfach veralteten Kundendaten.
Das Forum dient der bundesweiten Vernetzung und ist in die Benutzergruppen „AC“ für Aryan Circle und „NSBS“ für „Nationalsozialisten Bad Segeberg“ unterteilt. Tödter betreut als „AC Bundesvorstand“ die AC-Mitglieder im Forum, ein Gruppenführer mit dem Pseudonym „Mr. Hunter“ leitet die NSBS-Gruppe. Die Mitglieder sind jedoch teilweise dieselben. Im Oktober 2019 hatten sich 48 Neonazis aus verschiedenen Bundesländern im Forum registriert. Zu ihnen gehören langjährige Bekannte von Tödter wie Jessica Slawik (Cuxhaven), Annika Hübner (Aschersleben), Björn Krüger (Wuppertal), Thorsten Kupzok (Kassel; ein früheres Mitglied von „Sturm 18“). Auch Walter Dickel (Nutzername „Druide“) aus Kassel, der 2012 umfangreich gegen Tödter, seine „Sturm 18“-Gruppe und zu deren möglichen Verbindungen zum NSU ausgesagt hatte, gehört zum AC-Forum.
Die NSBS-Gruppe ist eine Untergruppe von ACG. Ihr Anführer ist der Neonazi Marcel Steenbuck (Nutzername „Matthias Kleinheisterkamp“) aus Bornhöved. Er wird im Forum als „AC Sektionsleiter“ geführt. Steenbuck gehörte zur rechtsextremen Gruppe „Nordic Division“, die sich im Juni 2019 zunächst in „Division Nord“ und dann in „AC Nord“ umbenannte. Zu dieser Teilgruppe gehören nach Fotografien ferner Michel Kordtsin, Thomas Krüger (ein enger Freund des Neonazis  Peter Borchert), Cherina Möller, Alexander und Maren Neufeld, Pascal Ulack sowie Steenbucks Partnerin Marie P. P. nahm mit Steenbuck 2019 an mehreren Veranstaltungen der NPD teil und warb im Internet für ACG.

## Aktivitäten
Seit Sommer 2019 klebten Tödter und seine Kameraden besonders in der Südstadt und der Innenstadt von Bad Segeberg Sticker mit der Aufschrift „Aryan Circle“ oder „NSBS“ für „Nationalsozialisten Bad Segeberg“ an Laternenpfähle und Häuser von Migranten. Sie sprachen täglich Kinder und Jugendliche auf dem Schulweg durch den Südstadtpark von Bad Segeberg an und bedrohten Anwohner und Eltern, die die Vorgänge beobachteten.  Sie versuchten, die Jugendlichen für den Kampf zum „Erhalt der weißen Rasse“ anzuwerben. Am Berufsbildungszentrum in Bad Segeberg erhielt Tödter deswegen Hausverbot. Am 27. September 2019 fotografierten Mitglieder der Gruppe Teilnehmer eines Klimastreiks der Bewegung Fridays for Future und bedrohten die Anmelderin des Streiks an ihrer Haustür. Sie belagerten das Haus der Anmelderin des Klimastreiks wochenlang in Nazikleidung, bis die Polizei sie vertrieb. Die Präsenz der Neonazis bewirkte, dass die wöchentlichen Klimaproteste zeitweise eingestellt wurden, Migrantinnen den Südstadtpark mieden und ihre Kinder nur noch in Gruppen zur Schule gehen ließen oder sie abholten.
Nach Recherchen von Exif trat die Teilgruppe „Division Nord“ am 3. August 2019 in Neumünster erstmals öffentlich auf, um eine Trauerfeier für ein ermordetes Kind für rassistische Propaganda zu benutzen. Am 17. August 2019 veranstalteten mindestens sechs ACG-Mitglieder auf dem Ehrenfriedhof in Bad Segeberg ein Gedenken an den NS-Kriegsverbrecher Rudolf Heß. Anfang September 2019 griffen sechs ACG-Mitglieder um Marcel Steenbuck ein linkes Projekt in Lübeck an, verschafften sich gewaltsam Zutritt, zerstörten Plakate und ein Transparent, drohten „Wir kommen wieder“ und flüchteten dann in die Wohnung von zwei lokalen NPD-Mitgliedern. Am 29. September 2019 nahmen sechs ACG-Mitglieder, darunter Tödter und Daniel Schmidt aus Sülfeld, mit eigenen T-Shirts in Hamburg am Marsch „Deutscher Michel, wach endlich auf“ teil. Am 17. Oktober 2019 griffen Marcel Steenbuck, Marie P. und Daniel Schmidt in Sülfeld eine Gruppe von Engagierten an, die gerade ACG-Aufkleber aus der Innenstadt entfernten. Sie drohten mit „Hausbesuchen“, setzten Pfefferspray ein und schlugen zwei Menschen ins Gesicht. Bisher sind nur Aktivitäten von ACG in Raum Schleswig-Holstein bekanntgeworden.

## Reaktionen
Mitte Oktober 2019 griff der 23-jährige Daniel Schmidt aus der ACG in Sülfeld zwei Personen an, die Aufkleber mit der Aufschrift „Aryan Circle“ entfernen wollten, und verletzte sie. Gegen den Übergriff und die Gruppe demonstrierten rund 800 Menschen unter dem Motto „Sülfeld ist bunt – wir sind mehr“.
Im November 2019 informierte das Bildungsministerium Schleswig-Holsteins die Schulleiter in Bad Segeberg, wie sie sich verhalten sollten, falls Tödter oder andere Neonazis das Schulgelände betreten würden. Das Bundesamt für Verfassungsschutz gab an, Tödters Aktivitäten zu beobachten.
Gegen den ACG bildete sich die Initiative „Segeberg bleibt bunt“. Sie entfernt alle zwei bis drei Wochen Aufkleber der Gruppe, klärt über Neonazismus und rechtsextreme Ideologie in der Gesellschaft auf, tritt Einschüchterungsversuchen entgegen und besetzt öffentliche Räume, etwa am 18. Januar 2020 mit einem Lichterfest im Südstadtpark.
Am 3. März 2020 ließ die Staatsanwaltschaft Flensburg die Wohnungen von zwölf ACG-Mitgliedern in Brandenburg, Hessen, Niedersachsen und Schleswig-Holstein durchsuchen. Nach Polizeiangaben hatten sich die zwölf Personen im Alter zwischen 19 und 57 Jahren mit dem Symbol und Schriftzug des Aryan Circle Germany öffentlich gezeigt und damit fotografieren lassen. Einige hatten bereits früher rassistische Straftaten und Verstöße gegen das Waffengesetz verübt. Die Staatsanwaltschaft wirft ihnen die Bildung einer kriminellen Vereinigung vor, um rassistisch motivierte Körperverletzungen und Sachbeschädigungen sowie Straftaten nach dem Waffengesetz zu begehen. Bei den Durchsuchungen wurden Speichermedien, Betäubungsmittel und Gegenstände sichergestellt, die unter das Waffengesetz fallen, darunter Messer, aber keine scharfen Waffen. Die Ermittler verdächtigen die Gruppe, sie setze den 2015 verbotenen „Sturm18“ fort, weil Tödters Einladungsmail vom Juli 2019 dies nahegelegt hatte. Weitere Beweismittel werden gesucht, um die Tatvorwürfe zu belegen. Hinweise auf einen geplanten Anschlag fanden sich bislang nicht. Keiner der Beschuldigten wurde festgenommen. Nach Informationen des NDR beschimpften etwa sechs Anhänger des ACG die Ermittler bei der Durchsuchung in Bad Segeberg.
Zudem sollen die Razzien zu klären helfen, welche Rolle die einzelnen Verdächtigen in der Gruppe haben, besonders der als Rädelsführer eingestufte Bernd Tödter. Laut Schleswig-Holsteins Innenminister Hans-Joachim Grote wurde ACG seit den Übergriffen in Sülfeld beobachtet. Er habe selbst erlebt, dass Tödter den ganzen Ort in Angst und Schrecken versetzen wollte. Dass sich das fortsetze, müsse mit allen rechtsstaatlichen Mitteln verhindert werden.
Bei einem Verdächtigen in Göttingen konfiszierten Beamte der dortigen Bereitschaftspolizei bei der Razzia ein Handy, Datenträger und andere Beweismittel und packten sie in einen Karton. Diesen ließen sie dann vor der Wohnung des Verdächtigen liegen. Als sie dies auf dem Revier merkten, kehrten sie zurück, doch der Karton war schon verschwunden. Nur das Mobiltelefon fanden sie wieder. Medienberichte dazu sprachen von einer „peinlichen Panne“. Die Flensburger Oberstaatsanwältin Stephanie Gropp erklärte, sie kenne keine Details des Vorgangs, doch es seien keine Beweismittel verschwunden.
Im Oktober 2023 wurden die Ermittlungen zu Aryan Circle Germany eingestellt. Es fanden sich keinen Nachweis über die Bildung einer kriminellen Vereinigung, allerdings werden die einzelnen Straftaten der Neonazis konsequent verfolgt werden.